# Acid Yellow 3
C.I. Acid Yellow 3 (Trivialname Chinolingelb) ist ein gelber, wasserlöslicher Farbstoff aus der Gruppe der Chinophthalone. Er findet als Lebensmittelfarbstoff unter der Bezeichnung E 104 Verwendung.

## Zusammensetzung
Das technische Produkt enthält neben Natriumchlorid und/oder Natriumsulfat bis zu 15 % das Natriumsalz des Monosulfonats und bis zu 7 % das Natriumsalz des Trisulfonats (höchstens 7 %) als Nebenkomponenten.
Das UV/VIS-Absorptionsspektrum zeigt ein Maximum bei 289 nm (0,001 % in Puffer, pH 5) und ca. 412 nm.

## Gewinnung und Darstellung
Acid Yellow 3 entsteht durch Sulfonieren von 2-(2-Chinolyl)indan-1,3-dion, das wiederum durch eine Kondensation aus den Ausgangsstoffen Chinaldin und Phthalsäureanhydrid zugänglich ist.

## Verwendung

### Als Lebensmittelfarbstoff
In Deutschland wurde Acid Yellow 3 durch die Farbstoff-Verordnung ab 1959 für die Verwendung in Lebensmitteln zugelassen. Zur Übernahme der Richtlinie des Rats zur Angleichung der Rechtsvorschriften der Mitgliedstaaten für färbende Stoffe, die in Lebensmitteln verwendet werden dürfen in nationales Recht wurde die Farbstoff-Verordnung 1966 angepasst und für Acid Yellow 3 die E-Nummer E 104 aufgenommen. Ab 1978 wurde die Verwendung in Deutschland durch die Zusatzstoff-Zulassungsverordnung geregelt. Durch die Verordnung (EG) Nr. 1333/2008, die am 20. Januar 2009 in Kraft trat, ist die Verwendung von Acid Yellow 3 als Lebensmittelzusatzstoff im ganzen EWR einheitlich geregelt. Es darf in geringen Mengen für fermentierte Milchprodukte sowie Sahneprodukte, Käserinde, Mostarda di Frutta, Süßwaren, kandierte  Früchte, Kaugummi, Füllungen, Rührteig, Umhüllungen für Fleisch und Wurst, Fischrogen, Würzmittel, Senf, Soßen, vegetarische Eiweißprodukte, diätetische Lebensmittel, Nahrungsergänzungsmittel, aromatisierte Getränke und Wein, Apfel-, Birnen- und Fruchtwein, weinhaltige Getränke, Spirituosen und Dessertspeisen verwendet werden. Je nach Anwendung liegt die zulässige Höchstmenge zwischen 10 und 300 mg/kg. Die Mengen sind dabei so gewählt, dass ein ADI von 0,5 mg/kg eingehalten werden kann.
Acid Yellow 3 ist im Anhang V der Verordnung (EG) Nr. 1333/2008 aufgeführt, daher müssen seit dem 20. Oktober 2010 Lebensmittel, die den Farbstoff enthalten, mit dem Warnhinweis „Kann Aktivität und Aufmerksamkeit bei Kindern beeinträchtigen“ versehen werden.

### Andere Anwendungen
Acid Yellow 3 ist darüber hinaus einer der beiden Stoffe, der zusammen mit Indigotin (E132) für die Herstellung von Grünlack genutzt wird.

## Gesundheitliche Aspekte
Obschon der Grundkörper Chinolin tumorfördernd wirken kann, wurde durch Untersuchungen keine cancerogene Wirkung von Acid Yellow 3 gefunden.
Bei entsprechend disponierten Menschen – d. h. auf Lebensmittelzusatzstoffe im Allgemeinen empfindlich reagierende Personen (zum Beispiel Allergiker, Neurodermitis-Patienten etc.) – wird ein Zusammenhang bei der Auslösung von Pseudoallergien und hyperaktivem Verhalten ähnlich einer Aufmerksamkeitsdefizit-/Hyperaktivitätsstörung vermutet.
Bei einer Neubewertung von Acid Yellow 3 im Jahr 2009 durch die EFSA wurde empfohlen, die erlaubte Tagesdosis von zuvor maximal 10 mg/kg Körpergewicht auf 0,5 mg/kg Körpergewicht zu senken.